# East Lansing

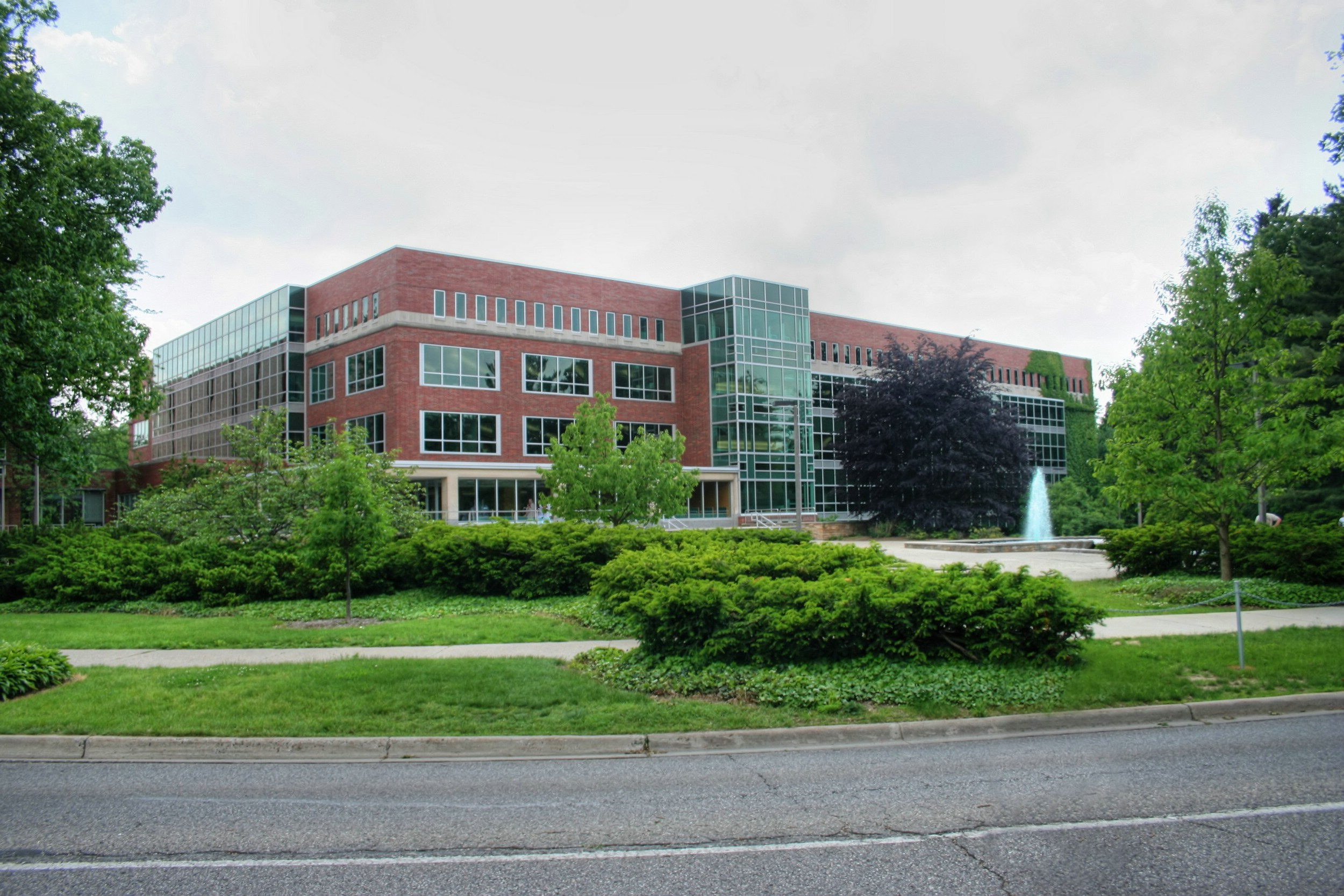
Biblioteka Michigan State University w East Lansing

East Lansing – miasto w północnej części Stanów Zjednoczonych, w stanie Michigan. Bezpośrednio sąsiaduje ze stolicą stanową Lansing i tworzy z nią jeden zespół miejski. Większość jego obszaru administracyjnie należy do hrabstwa Ingham, zaś mała część przynależy do hrabstwa Clinton. Według spisu w 2020 roku liczy 47,7 tys. mieszkańców. 
Osadnictwo na terenie dzisiejszego East Lansing rozpoczęło się w roku 1847. W 1855 powstała tam stanowa uczelnia wyższa, dziś nosząca nazwę Michigan State University i będąca najbardziej znaną instytucją z siedzibą w East Lansing. Prawa miejskie zostały przyznane miejscowości w 1907 roku. 
W East Lansing znajduje się stacja kolejowa obsługiwana przez narodowego przewoźnika pasażerskiego Amtrak, a dokładniej przez pociągi linii Blue Water, kursujące na trasie Chicago – Port Huron. Połączenia autobusowe zapewniają Amtrak, przewoźnik Capital Area Transportation Authority (należący do okolicznych samorządów, w tym East Lansing) oraz prywatna firma Greyhound Lines.